# Rajdowe Samochodowe Mistrzostwa Polski 2005
Ten artykuł dotyczy sezonu 2005 Rajdowych Samochodowych Mistrzostw Polski.

## Kalendarz
| Runda | Data          | Rajd                          | Baza      | Nawierzchnia | Dod. kat. |          |
| ----- | ------------- | ----------------------------- | --------- | ------------ | --------- | -------- |
| 1     | 11.03 – 12.03 | 17. Rajd Dolnośląski          | odwołany  | odwołany     | odwołany  | odwołany |
| 2     | 7.05 – 8.05   | 33. Rajd Elmot-Remy           | Świdnica  | asfalt       |           | Wyniki   |
| 3     | 10.06 – 12.06 | 62. Rajd Polski               | Mikołajki | szuter       | ERC       | Wyniki   |
| 4     | 23.07 – 24.07 | 6. Rajd Nikon                 | Wałbrzych | asfalt       | ERC N5    | Wyniki   |
| 5     | 5.08 – 6.08   | 14. Rajd Rzeszowski           | Rzeszów   | asfalt       |           | Wyniki   |
| 6     | 17.09 – 18.09 | 32. Rajd Warszawski           | Ciechanów | szuter       |           | Wyniki   |
| 7     | 6.10 – 8.10   | 1. Rajd Wawelski Getin Subaru | Kraków    | asfalt       |           | Wyniki   |

## Klasyfikacje

### Klasyfikacja generalna kierowców[2]
Kierowcy niezgłoszeni do RSMP (startujący np. podczas Rajdu Polski) nie są brani pod uwagę. Do klasyfikacji wliczanych było 5 z 6 najlepszych wyników.
| Poz. | Kierowca                                              | ELM | POL | NIK | RZE | WAR | WAW | Suma punktów |
| ---- | ----------------------------------------------------- | --- | --- | --- | --- | --- | --- | ------------ |
| 1    | Leszek Kuzaj                                          | NU  | 8*  | 1*  | NU  | 1*  | 2*  | 32           |
| 2    | Michał Bębenek                                        | 1*  | 2   | NU  | 4*  | NU  | 3   | 31           |
| 3    | Michał Sołowow                                        | NU  | 7   | 2   | 1   | NU  | 7   | 22           |
| 4    | Michał Kościuszko                                     | 6   | 11  | 5   | 3   | NU  | 5   | 17           |
| 5    | Zbigniew Gabryś                                       | 4   | NU  | NU  |     |     | 1   | 15           |
| 6    | Zbigniew Staniszewski                                 | NU  | 3   | 13  | NU  | 2   | 9   | 14           |
| 7    | Tomasz Kuchar                                         | 8   | NU  | NU  |     | 3   | 4   | 12           |
| 8    | Maciej Oleksowicz                                     | 5   | 6   | 4   | NU  | NU  | 13  | 12           |
| 9    | Krzysztof Hołowczyc                                   |     | 1   |     |     |     |     | 10           |
| 10   | Mariusz Pelikański                                    | 7   | NU  | NU  | 2   | 11  | 12  | 10           |
| 11   | Sebastian Frycz                                       | NU  | 10  | 3   | 5   | 10  | NU  | 10           |
| 12   | Grzegorz Grzyb                                        | 2   | 14  | 8   | NU  | NU  |     | 9            |
| 13   | Stefan Karnabal                                       | NU  | 5   | NU  | NU  | 4   |     | 9            |
| 14   | Tomasz Czopik                                         | NU  | 4   |     |     | NU  | 6   | 8            |
| 15   | Maciej Lubiak                                         | 3   | NU  | NU  | NU  | NU  |     | 6            |
| 16   | Mariusz Stec                                          | 11  | 9   |     | 6   | 7   | 8   | 6            |
| 17   | Marcin Turski                                         | 14  |     |     |     | 5   | NU  | 4            |
| 18   | Piotr Adamus                                          | 10  | 12  | 6   | 8   | 12  | 11  | 4            |
| 19   | Piotr Maciejewski                                     |     |     |     |     | 6   |     | 3            |
| 20   | Marcin Mucha                                          |     |     | 11  | 7   |     |     | 2            |
| 21   | Michał Duda                                           | NU  | NU  | 7   | NU  |     |     | 2            |
| 22   | Marcin Abramowski                                     | 13  |     |     |     | 8   |     | 1            |
|      | Klucz punktacji: 10-8-6-5-4-3-2-1                     |     |     |     |     |     |     |              |
|      | * dodatkowy punkt za wygranie największej liczby OSów |     |     |     |     |     |     |              |

| Kolor     | Opis                   |
| --------- | ---------------------- |
| Złoty     | Zwycięzca              |
| Srebrny   | 2. miejsce             |
| Brązowy   | 3. miejsce             |
| Zielony   | Punktowane miejsce     |
| Niebieski | Ukończył nie punktował |
| Fioletowy | Nie ukończył NU        |
| Czarny    | Wykluczony X           |
| Biały     | Nie wystartował NW     |
| Puste     | Nie brał udziału       |

| Poz. | Kierowca                                              | ELM | POL | NIK | RZE | WAR | WAW | Suma punktów |
| ---- | ----------------------------------------------------- | --- | --- | --- | --- | --- | --- | ------------ |
| 1    | Leszek Kuzaj                                          | NU  | 8*  | 1*  | NU  | 1*  | 2*  | 32           |
| 2    | Michał Bębenek                                        | 1*  | 2   | NU  | 4*  | NU  | 3   | 31           |
| 3    | Michał Sołowow                                        | NU  | 7   | 2   | 1   | NU  | 7   | 22           |
| 4    | Michał Kościuszko                                     | 6   | 11  | 5   | 3   | NU  | 5   | 17           |
| 5    | Zbigniew Gabryś                                       | 4   | NU  | NU  |     |     | 1   | 15           |
| 6    | Zbigniew Staniszewski                                 | NU  | 3   | 13  | NU  | 2   | 9   | 14           |
| 7    | Tomasz Kuchar                                         | 8   | NU  | NU  |     | 3   | 4   | 12           |
| 8    | Maciej Oleksowicz                                     | 5   | 6   | 4   | NU  | NU  | 13  | 12           |
| 9    | Krzysztof Hołowczyc                                   |     | 1   |     |     |     |     | 10           |
| 10   | Mariusz Pelikański                                    | 7   | NU  | NU  | 2   | 11  | 12  | 10           |
| 11   | Sebastian Frycz                                       | NU  | 10  | 3   | 5   | 10  | NU  | 10           |
| 12   | Grzegorz Grzyb                                        | 2   | 14  | 8   | NU  | NU  |     | 9            |
| 13   | Stefan Karnabal                                       | NU  | 5   | NU  | NU  | 4   |     | 9            |
| 14   | Tomasz Czopik                                         | NU  | 4   |     |     | NU  | 6   | 8            |
| 15   | Maciej Lubiak                                         | 3   | NU  | NU  | NU  | NU  |     | 6            |
| 16   | Mariusz Stec                                          | 11  | 9   |     | 6   | 7   | 8   | 6            |
| 17   | Marcin Turski                                         | 14  |     |     |     | 5   | NU  | 4            |
| 18   | Piotr Adamus                                          | 10  | 12  | 6   | 8   | 12  | 11  | 4            |
| 19   | Piotr Maciejewski                                     |     |     |     |     | 6   |     | 3            |
| 20   | Marcin Mucha                                          |     |     | 11  | 7   |     |     | 2            |
| 21   | Michał Duda                                           | NU  | NU  | 7   | NU  |     |     | 2            |
| 22   | Marcin Abramowski                                     | 13  |     |     |     | 8   |     | 1            |
|      | Klucz punktacji: 10-8-6-5-4-3-2-1                     |     |     |     |     |     |     |              |
|      | * dodatkowy punkt za wygranie największej liczby OSów |     |     |     |     |     |     |              |

| Kolor     | Opis                   |
| --------- | ---------------------- |
| Złoty     | Zwycięzca              |
| Srebrny   | 2. miejsce             |
| Brązowy   | 3. miejsce             |
| Zielony   | Punktowane miejsce     |
| Niebieski | Ukończył nie punktował |
| Fioletowy | Nie ukończył NU        |
| Czarny    | Wykluczony X           |
| Biały     | Nie wystartował NW     |
| Puste     | Nie brał udziału       |

## Zwycięzcy klas, zespoły i kluby
W wykazach przedstawiających zwycięzców poszczególnych klas pogrubioną czcionką zaznaczono kierowców i pilotów, którzy zdobyli tytuły mistrza, wicemistrza i drugiego wicemistrza Polski.

### Klasyfikacja Grupy N[3]
| Msc | Kierowca       | Pilot              | Punkty |
| --- | -------------- | ------------------ | ------ |
| 1   | Michał Bębenek | Grzegorz Bębenek   | 32     |
| 2   | Leszek Kuzaj   | Maciej Szczepaniak | 29     |
| 3   | Michał Sołowow | Maciej Baran       | 23     |

### Klasyfikacja Grupy HR[4]
| Msc | Kierowca         | Pilot           | Punkty |
| --- | ---------------- | --------------- | ------ |
| 1   | Karol Piątkowski | Radosław Banach | 10     |
| 2   | Adam Piątkowski  | Alicja Konury   | 5      |
| 3   | Paweł Omlet      | -               | 4      |

### Klasyfikacja Kategorii F-2[5]
| Msc | Kierowca          | Pilot              | Punkty |
| --- | ----------------- | ------------------ | ------ |
| 1   | Michał Kościuszko | Jarosław Baran     | 42     |
| 2   | Sebastian Frycz   | Maciej Wodniak     | 36     |
| 3   | Piotr Adamus      | Magdalena Zacharko | 31     |

### Klasyfikacja „Super 1600”[6]
| Msc | Kierowca          | Pilot              | Punkty |
| --- | ----------------- | ------------------ | ------ |
| 1   | Michał Kościuszko | Jarosław Baran     | 30     |
| 2   | Sebastian Frycz   | Maciej Wodniak     | 24     |
| 3   | Piotr Adamus      | Magdalena Zacharko | 23     |

### Klasyfikacja indywidualna w klasie A-7[7]
| Msc | Kierowca           | Pilot            | Punkty |
| --- | ------------------ | ---------------- | ------ |
| 1   | Marcin Pasecki     | Majka Szpotańska | 38     |
| 2   | Wojciech Karłowski | Patryk Lempke    | 21     |
| 3   | Piotr Krotoszyński | Karina Siebielec | 16     |

### Klasyfikacja indywidualna w klasie A-6[8]
| Msc | Kierowca           | Pilot            | Punkty |
| --- | ------------------ | ---------------- | ------ |
| 1   | Sebastian Żabiński | Maja Suknarowska | 7      |
| 2   | Kamil Butruk       | Maciej Wilk      | 6      |
| 3   | Tomasz Porębski    | Tomasz Spurek    | 6      |

### Klasyfikacja indywidualna w klasie N-3[9]
| Msc | Kierowca          | Pilot                  | Punkty |
| --- | ----------------- | ---------------------- | ------ |
| 1   | Jerzy Para        | Filip Dębowski         | 6      |
| 2   | Bartłomiej Boruta | Sławomir Grabarkiewicz | 2      |

### Klasyfikacja indywidualna w klasie A-5[10]
| Msc | Kierowca        | Pilot               | Punkty |
| --- | --------------- | ------------------- | ------ |
| 1   | Ryszard Plucha  | -                   | 7      |
| 2   | Zbigniew Bartos | Szymon Gospodarczyk | 4      |
| 3   | Paweł Stefaniuk | Michał Bojar        | 3      |

### Klasyfikacja indywidualna w klasie N-2[11]
| Msc | Kierowca      | Pilot          | Punkty |
| --- | ------------- | -------------- | ------ |
| 1   | Tomasz Bartoś | -              | 5      |
| 2   | Łukasz Olma   | Krzysztof Olma | 3      |

### Klasyfikacja Zespołów Sponsorskich[12]
| Msc | Zespół                          | Punkty |
| --- | ------------------------------- | ------ |
| 1   | Subaru Poland Rally Team        | 44     |
| 2   | Cersanit Rally Team             | 30     |
| 3   | Peugeot Sport Polska Rally Team | 28     |

### Klasyfikacja Zespołów Producenckich[13]
| Msc | Zespół  | Punkty |
| --- | ------- | ------ |
| 1   | Subaru  | 22     |
| 2   | Suzuki  | 18     |
| 3   | Peugeot | 16     |

### Rajdowy Puchar Peugeot[14]
| Msc | Kierowca             | Pilot                   | Punkty |
| --- | -------------------- | ----------------------- | ------ |
| 1   | Dariusz Poloński     | Grzegorz Dobosz         | 127    |
| 2   | Kajetan Kajetanowicz | Aleksandra Kajetanowicz | 122    |
| 3   | Łukasz Witas         | Michał Kuśnierz         | 123    |